# Лоськов, Олег Вячеславович
Оле́г Вячесла́вович Лосько́в (29 июля 1981, село Васильевка Воловского района Липецкой области, РСФСР, СССР — 3 сентября 2004, Беслан, Северная Осетия — Алания, Россия) — российский военнослужащий, сотрудник Управления «А» («Альфа») Центра специального назначения Федеральной службы безопасности Российской Федерации. Один из десяти сотрудников спецназа ФСБ, погибших при освобождении заложников во время теракта в Беслане. Посмертно награждён орденом «За заслуги перед Отечеством» IV степени.
В составе штурмовой группы Лоськов столкнулся с четырьмя бандитами, пытавшимися под прикрытием заложников вырваться из здания школы. Ранил одного из террористов и, заслонив собой заложников, преградил бандитам путь к бегству. Получив тяжёлое ранение, продолжал поддерживать действия штурмовой группы огнём.

## Биография
Олег Лоськов родился в 1981 году в селе Васильевка Воловского района (Липецкая область). Жил и учился в родном селе. Олег и его младшая сестра рано осиротели, но другая семья взяла их к себе. С детства увлекался самбо и рукопашным боем. После школы Лоськов безуспешно пытался поступить сначала в Брянское военное училище, а затем в липецкую школу милиции. После срочной службы он подался в Москву. До самой гибели Лоськова никто в Васильевке не подозревал о его подлинной профессии (односельчанам говорили, что он устроился в столице охранником).

### Служба в спецназе
Как отмечал бывший начальник Лоськова, тот до прихода в «Альфу» два года прослужил в отряде спецназа МВД «Витязь». В составе «Альфы» — с февраля 2004 г.
10 августа, спустя три дня после свадьбы, Лоськов был вызван в Москву. Отряд, в котором находился Лоськов, был отправлен на Кавказ: сначала в Чечню (на время президентских выборов в республике), затем в Беслан.

#### Подвиг
1 сентября группа боевиков захватила здание бесланской школы № 1. В заложниках оказалось более 1100 человек, среди которых были дети, родители и учителя.
3 сентября начался штурм здания. Проникнув сквозь окна, сотрудники инженерных войск приступили к разминированию школы. Террористы, пытаясь прорваться из окружения, использовали заложников в качестве живого щита. Оперативно-боевые группы «Альфы» и «Вымпела» вступили в бой с боевиками, одновременно стараясь освободить как можно больше людей.
Последними, кого удалось вызволить Олегу Лоськову, стали две маленькие девочки.
Пробиваясь к выходу под прикрытием заложников, четверо террористов натолкнулись на российских спецназовцев. Ранив одного из боевиков, Лоськов преградил им путь к отступлению. Прикрывая заложников (по другим данным — своего товарища), получил смертельное ранение. Как утверждает один из источников, уже будучи раненным, прапорщик Лоськов сумел вывести из-под огня всех заложников-детей, оказавшихся между ним и боевиками.
По словам начальника ЦСН ФСБ А. Е. Тихонов, прапорщик Олег Лоськов геройски погиб, когда из класса, расположенного слева по коридору, прикрываясь заложниками, ведя автоматный огонь, пытались прорваться несколько террористов: массированный огонь террористов настиг его возле кабинета английского языка (кабинет № 35) на первом этаже.
Согласно сведениям газеты «Вестник Героев», Олег Лоськов погиб при продвижении группы в кинозал школы. Он шёл впереди и погиб первым: ворвавшись в кинозал, нарвался на очередь. Эта версия также приводится в исследовании О. Дубовой, в котором утверждается, что Олега Лоськова, уже погибшего, вынес с места боя Александр Перов, который сам вскоре погиб, заслонив своим телом детей от осколков гранаты.

## Семья
Сестра Наталья (на момент гибели брата училась в 11 классе Васильевской средней школы; позднее поступила в академию погранвойск).
Жена Татьяна (свадьба прошла за три недели до теракта в Беслане. Татьяна стала студенткой Елецкого государственного университета).

## Память

Могила Лоськова на Николо-Архангельском кладбище Москвы.

7 сентября 2004 года Лоськов и его товарищи, погибшие в Беслане, были похоронены с воинскими почестями на Николо-Архангельском кладбище в Москве.
В учреждениях народного образования[уточнить] проводятся траурные митинги для учащихся младших и старших классов средних школ, а также уроки мужества памяти героев Беслана, в том числе — Олега Лоськова.
В учебных заведениях[уточнить] создаются отдельные стенды, посвящённые памяти подвига Олега Лоськова. Аналогичные мероприятия проводятся детско-юношескими патриотическими организациями.
На родине Лоськова ему установлен памятник (открыт в 2007 году; скульпторы — Ю. Гришко, И. Мазур). Вокруг бюста был разбит сквер с 23 липами — столько лет было прапорщику Лоськову на момент его гибели. Здесь же, в с. Васильевка, основан музей Олега Лоськова (действует на базе школы). Именем Лоськова названа улица села.
Увековечение памяти в Северной Осетии
В бесланской школе № 1 установлены десять «золотых» табличек с именами сотрудников спецназа, погибших при штурме здания. Таблички поставлены на тех местах в школе, где погибли бойцы «Альфы» и «Вымпела». Табличка с именем Олега Лоськова располагается в столовой.
На Аллее Героев Николо-Архангельского кладбища в Москве, где похоронены Олег Лоськов и другие сотрудники двух групп Центра специального назначения, ежегодно 3 сентября проводятся встречи родных, друзей, боевых товарищей, сослуживцев и командиров, а также родителей спасённых детей.
Публикация Софьи Милютинской «Прапорщик Лоськов», вышедшая в липецкой газете для детей, была признана одной из лучших работ конкурса «Журналисты России против террора» и получила приз в номинации «Герои антитеррора».